# Пфаффен-Швабенгайм
Пфаффен-Швабенгайм (нім. Pfaffen-Schwabenheim) — громада в Німеччині, розташована в землі Рейнланд-Пфальц. Входить до складу району Бад-Кройцнах. Складова частина об'єднання громад Бад-Кройцнах.
Площа — 5,18 км2. Населення становить 1490 ос. (станом на 31 грудня 2020).

## Галерея

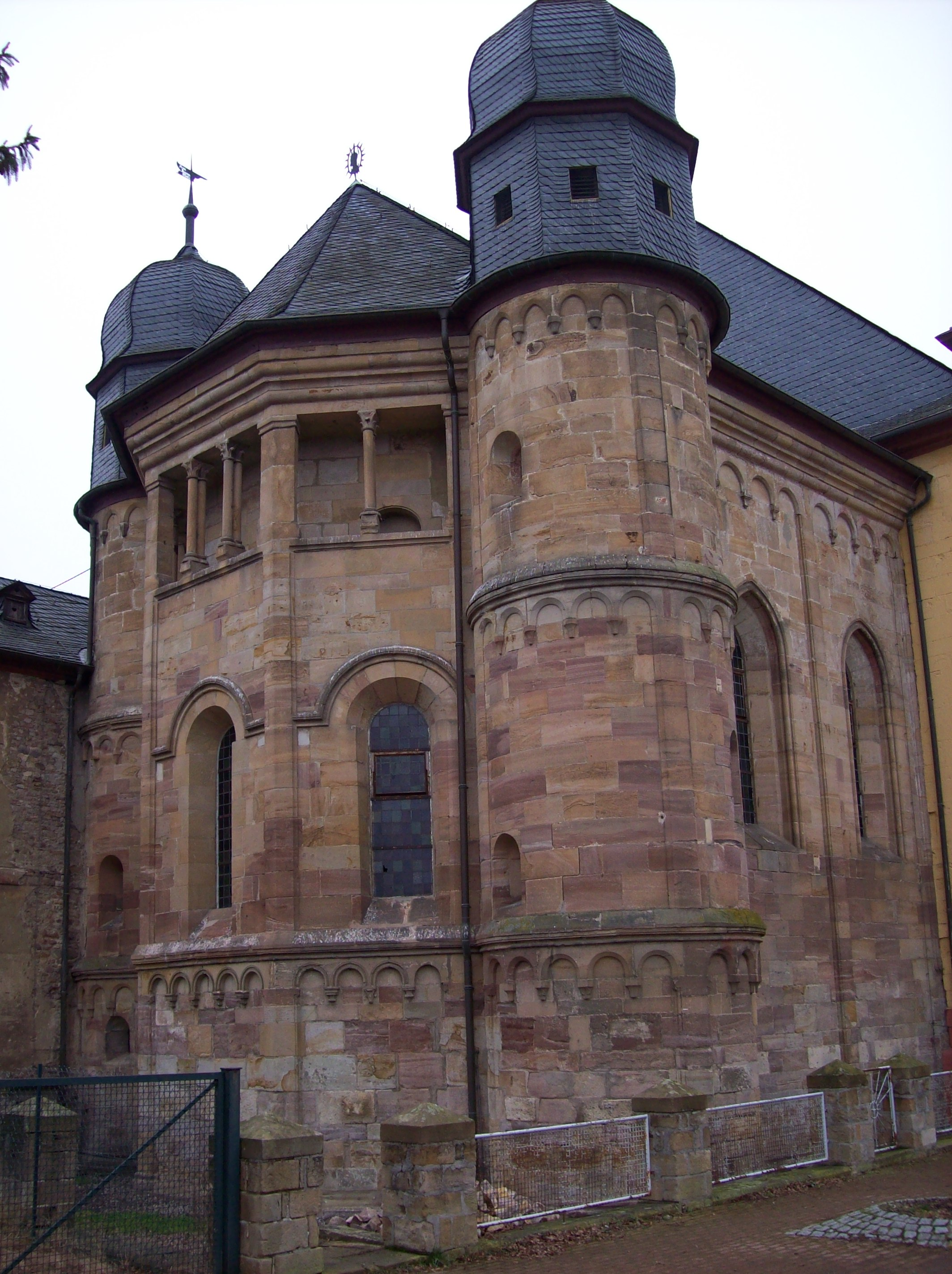